# Живко Гоцич
Живко Гоцич  (серб. Živko Gocić, 22 серпня 1982) — сербський ватерполіст, олімпійський чемпіон  та медаліст, дворазовий чемпіон світу, п'ятиразовий чемпіон Європи.

## Виступи на Олімпіадах
| Олімпіада   | Дисципліна | Місце |
| ----------- | ---------- | ----- |
| Пекін 2008  | водне поло | 3     |
| Лондон 2012 | водне поло | 3     |
| Ріо 2016    | водне поло | 1     |